# Ngameni
Ngameni (Ngamini), pleme australskih Aboridžina porodice Pama-Nyungan danas naseljeno u Australiji blizu Narburton Creeka, Južna Australija. Plemenski teritorij izvorno se prostirao na 15.600 četvornih kilometara i to južno od Goyder Lagoona, na rijeci Warburton i jezerima Howitt i Berlino. Ngameni su prakticirali circumciziju i subinciziju kao običaje prilikom inicijacija.
Poznati su pod još cijelim nizom imena: Ngaminni, Gnameni, Ngnaminni, Aurnini (od sjevernijih plemena), Auminie, Aumine, Amini, Ominee, Ahminie, Ahminnie, Uminnie, Agaminni i Awmani.
Jezik, gotovo nestao (2, 1981 Wurm and Hattori), pripada porodici pamanjunganskih jezika, skupina karna.

## Vanjske poveznice
- Ngameni (SA)  Arhivirana inačica izvorne stranice od 23. lipnja 2008. (Wayback Machine)
- Ngamini